# 南洋大學 (上海)
南洋大學是1937-1945年间上海法租界内的一所私立大学，系国立交通大学未内迁重庆部分。太平洋戰爭爆发后日方进驻法租界，私立南洋大學被汪精衛政權接管，改称“國立交通大學”，直到抗战结束交大回迁上海终止。

## 历史

### 私立南洋大学时期
八一三事变后，学校考虑教学受到战事影响，自1937年11月1日起部分内迁法租界。国立交通大学陆续内迁重庆，并在1940年成立重庆分校，未迁部分搬至上海法租界以私立南洋大学办学，经费来自重庆的国民政府教育部汇款，以张廷金作为代理校长。辦學人士由洋人掛名，部份高年級學生至教授家中上課，而原徐家汇的交通大学校舍被日方的东亚同文书院占据。

### 汪精卫政权国立交通大学时期
1942年5月国民政府教育部至上海的汇款路线断绝，校务难以为继。太平洋战争爆发后，日军进驻租界，学校遂被汪精卫政府接管。1943年2月23日，維希法國交还法租界至汪精卫政权。抗战胜利后，汪精卫政权的国立交通大学被国民政府接收。
汪精卫政权教育部呈文行政院为国立交通大学呈文如下：
呈文内述交大报告及经费预算表，称该校原名南洋公学，自满清开办以来，约有50年之历史，嗣经改为大学，民国18年重定名为国立交通大学，一切经费由国库负担;自“八·一三”事变，该校设在租界内，应付困难，复于民国30年秋设立校董会，沿用原有南洋大学名义筹集经费，纽结维持，未曾中断；该校以下学期招考新生事宜亟待进行，呈请仍归国立，恢复国立交通大学原名，尚无不合。所需经费27万元，请先行合准恢复。